# إدغار إيفانز
إدغار إيفانز (7 مارس 1876 – 17 فبراير 1912) هو ضابط صف من ويلز. كان بحارًا وعضوًا في «الفريق القطبي» في بعثة روبرت فالكون سكوتالمسماة تيرا نوفا، إلى القطب الجنوبي في الفترة بين عامي 1911 و1912. تألفت هذه المجموعة من خمسة رجال، جرى اختيارهم بصفة شخصية للمرحلة النهائية للبعثة، ووصلوا إلى القطب الجنوبي في 17 يناير 1912. لكن الفريق لقى حتفه أثناء محاولته العودة إلى معسكر القاعدة.

## الخلفية
ولد إيفانز في Rhossili، ويلز، وهو ابن بحار. التحق إيفانز بمدرسة سانت هيلين للبنين من سن السادسة حتى كان في الثالثة عشرة من عمره، ثم التحق بالبحرية الملكية في عام 1891. وفي عام 1899 بدأ الخدمة على السفينة أتش أم أس Majestic، حيث كان سكوت يعمل كملازم طوربيد.

## بعثة الاستكشاف
انضم إدغار إيفانز إلى رحلة سكوت الأولى لاستكشاف المنطقة القطبية الجنوبية (أنتاركتيكا) في الفترة بين عامي 1901 و 1904. وخدم جنبا إلى جنب مع ويليام لاشلي، ورافق سكوت في رحلته «أبعد غرب» بالزلاجات إلى المناطق الداخلية من فيكتوريا لاند في عام 1903.

## بعثةتيرا نوفا

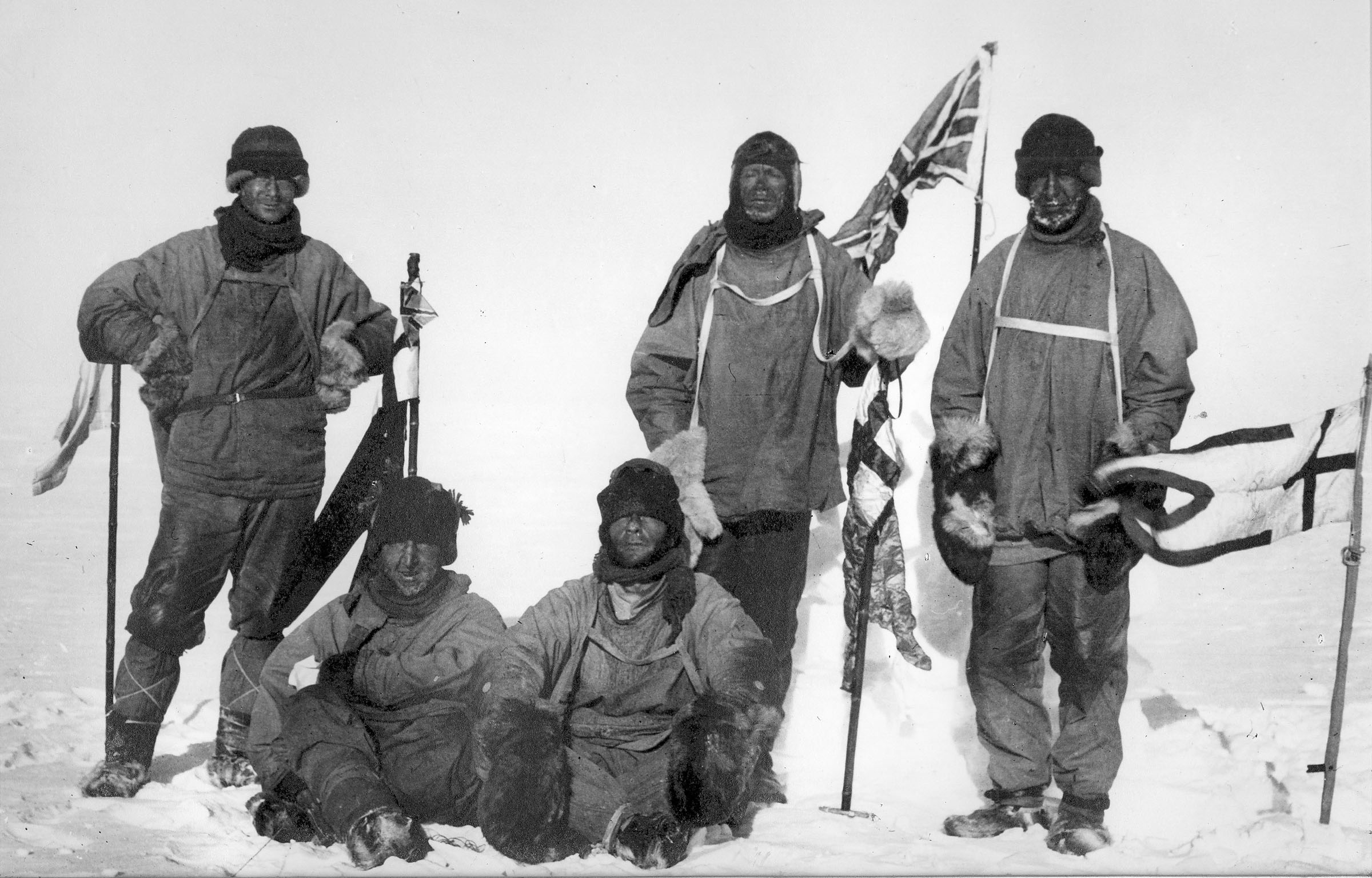
في القطب الجنوبي: إيفانز يجلس على اليمين

يصف رولاند هنتفورد -كاتب سيرة سكوت- إيفانز بأنه «ضخم، شخصي سمين، ممتلئ العنق».
اختار سكوت إيفانز عضواً في فريقه القطبي، مع الملازم هنري روبرتسون باورز، ولورانس أوتس، وإدوارد أدريان ويلسون. وصف سكوت إيفانز بقوله: «عامل عملاق - فهو مسؤول عن كل زلاجة، والخيام، وأكياس النوم، وعندما لا يستطيع المرء أن يتذكر تعبيرا واحدا عن عدم الرضا عن أي من هذه العناصر، يظهر أنه مساعد لا يُقدر بثمن». بعد أحد عشر أسبوعا من الانطلاق من معسكر القاعدة، وصل الفريق القطبي إلى القطب الجنوبي في 17 يناير 1912، لكنهم اكتشفوا أن رولد أموندسن قد سبقهم إلى القطب الجنوبي قبل خمسة أسابيع.
سرعان ما أصبحت رحلة عودتهم رحلة بائسة. وكان ايفانز قد قُطعت يده في حادث بينما كان الفريق بالقرب من القطب الجنوبي، ولم يُشفي الجرح بشكل صحيح. وخلال رحلة العودة بدأت صحة إيفانز بالتدهور وأصبح يعاني من قضمة الصقيع التي أثّرت على أصابعه وأنفه وخدّيه. وبينما كانوا يتجاوزن نهر بيردمور الجليدي أُصيب إيفانز في الرأس إثر وقوعه في شق جليدي في 4 فبراير، فأصيب بارتجاج خطير تسبب في تفاقم حالته بسرعة. أدت إصابته إلى تأخرت الفريق، وتضاءل الطعام تدريجيا.

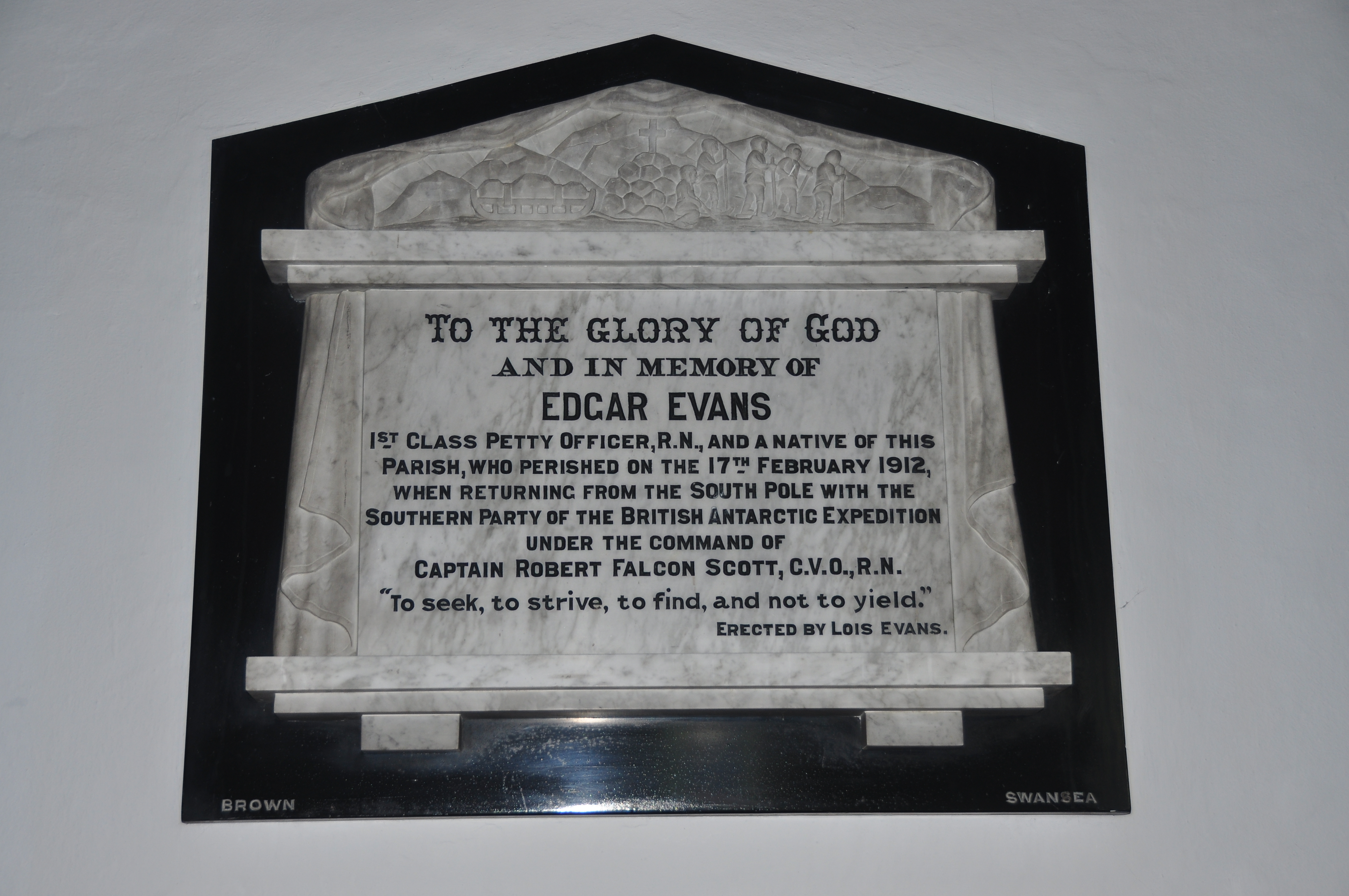
نصب تذكاري لإيفانز في كنيسة سانت ماري, Rhossili, ويلز

في 16 فبراير 1912، بالقرب من قاعدة جليدية ثلجية، إنهار إيفانز. وفي صباح اليوم التالي، صار غير قادر على مواصلة المهمة، فتركوه وراءهم بينما ذهب الآخرون قدما بالزلاجة نحو مستودع الإمداد التالي، كان عليهم القيام برحلة عودة لإحضاره. وصفت مذكرات سكوت حالة إيفانز عندما وجدوه، فقال: «كان جاثيًا على ركبتيه، وكانت ملابسه مشوهة، وقد كشف يديه وظهر عليهما أثر الصقيع». فقاموا بوضعه على زلاجة واقتيد إلى المخيم الذي أقاموه. وبمرور الوقت تحولت حالته إلى غيبوبة. مات إيفانز في الخيمة تلك الليلة. لم يتم تسجيل ماذا فعلوا بجسده، ولم ينج أي من الأعضاء الآخرين في الفريق القطبي من رحلة العودة. وضعت أرملته، لويس (تزوجا في عام 1904 وأنجبا ثلاثة أطفال)، لوحة في ذكراه في كنيسة نورمان في روسيلي. مكتوب فيها «لمجد الله وفي ذكرى إدغار إيفانز ضابط صف من الدرجة الأولى، ر. ن. وأحد مواطني هذه الرعية، الذين لقوا حتفهم في 17 فبراير 1912، عند عودتهم من القطب الجنوبي مع الفريق الجنوبي من البعثة البريطانية في أنتاركتيكا تحت قيادة الكابتن روبرت فالكون سكوت، C. V. O. ر. ن.»
ذُكر إيفانز أيضا عند إنشاء رصيف بحري على جزيرة الحوت، بورتسموث حيث جرى افتتاح مبنى إدغار إيفانز في عام 1964، وهو أول مبنى يُسمي على اسم ضابط صف وليس أميرال. هُدم المبنى في عام 2010، ولكن جرى تسمية مبنى سكني جديد باسم إيفانز. يحتوي المبنى الجديد على نصب تذكاري له يتضمن اثنين من الزلاجات التي استخدمها في القارة القطبية الجنوبية. تمنح جائزة، تسمى «جائزة إدغار إيفانز»، كل عام للطالب الأعلى مرتبة في جميع دورات الضباط لتلك السنة.
وهناك أيضا لوحة تذكارية على النصب التذكاري لمنارة سكوت في بحيرة روث بارك في كارديف، جنوب ويلز، وهو ذلك النصب الذي يسرد جميع أفراد الطاقم بما في ذلك إيفانز. كذلك فإن Evans Névé في فيكتوريا لاند، قد سُمي تكريما لإدغار إيفانز.

## في الثقافة الشعبية
في الفيلم سكوت من القطب الجنوبي، لعب جيمس روبرتسون جستيس دور إدغار ايفانز. وفي الإنتاج التلفزيوني المركزي«آخر مكان على الأرض»، لعب بات روتش دور إيفانز. وكذكل أذاع راديو بي بي سي راديو 4 عن كتاب أسوأ رحلة في العالم بواسطة هيو ديفيز. وتظهر شخصية إيفانز في رواية الكاتبة بيريل بينبريدج التي بعنوان عيد ميلاد الأولاد (1991).

### الببليوغرافيا
- فينيس, رانولف (2003). الكابتن سكوت. Hodder & Stoughton Ltd. (ردمك 0-340-82697-5)ISBN 0-340-82697-5.
- Huntford, Roland: آخر مكان على الأرض. (ردمك 0-689-70701-0)ISBN 0-689-70701-0
- بريستون، ديانا: مأساة من الدرجة الأولى. (ردمك 0-618-00201-4)ISBN 0-618-00201-4
- سكوت روبرت فالكون: بعثة سكوت الأخيرة: المجلات. (ردمك 0-413-52230-X)ISBN 0-413-52230-X
- وليامز، ايزوبيل (2012): مساعد الكابتن سكوت لا يقدر بثمن إدغار إيفانز. (ردمك 978-0-7524-5845-8)ISBN 978-0-7524-5845-8